# Судачье (озеро)
Суда́чье (фин. Palokkaanjärvi) — озеро на западе Ленинградской области, на территории Кингисеппского района.
Озеро Судачье лежит среди торфяников. Берега его низкие, залесенные, на юге болотистые. Дно ровное, илистое, глубины не превышают 4 метров. Озеро относится к бассейну реки Хаболовка, небольшая протока Огневица соединяет его с озером Хаболово.